# نووتوشکوروو
نووتوشکوروو (به لاتین: Novotoshkurovo) یک منطقهٔ مسکونی در روسیه است که در باشقیرستان واقع شده‌است.